# NGC 4883
NGC 4883 is een lensvormig sterrenstelsel in het sterrenbeeld Hoofdhaar. Het hemelobject werd op 22 april 1865 ontdekt door de Duits-Deense astronoom Heinrich Louis d'Arrest.

## Synoniemen
- ZWG 160.237
- DRCG 27-175
- PGC 44682